# Leni Riefenstahl, le pouvoir des images

Leni Riefenstahl, le pouvoir des images (titre original allemand : Die Macht der Bilder: Leni Riefenstahl) est un film documentaire allemand réalisé par Ray Müller, sorti en 1993 et dont le sujet est la vie de la réalisatrice allemande Leni Riefenstahl.

## Fiche technique
Sauf indication contraire, les informations mentionnées dans cette section peuvent être confirmées par la base de données cinématographiques IMDb,  présente dans la section « Liens externes ».
- Titre français : Leni Riefenstahl, le pouvoir des images[1]
- Titre original : Die Macht der Bilder: Leni Riefenstahl[2]
- Réalisation : Ray Müller
- Scénario : Ray Müller
- Photographie : Michel Baudour, Walter A. Franke, Ulrich Jänchen, Jürgen Martin
- Montage : Vera Dubsikova, Beate Köster
- Musique : Ulrich Bassenge, Wolfgang Neumann
- Production : Jacques de Clercq, Dimitri de Clercq, Waldemar Januzczak, Hans Peter Kochenrath, Hans-Jürgen Panitz
- Sociétés de production : Arte, Channel Four Films, Nomad Films, Omega Film GmbH, ZDF
- Pays de production :  Allemagne
- Langue originale : allemand
- Format : Noir et blanc et couleurs - 1,33:1 - Son mono
- Genre : Documentaire
- Durée : 183 minutes (3 h 3)
- Dates de sortie :
  - Allemagne : 30 juin 1993 (Festival du film de Munich) ; 7 octobre 1993 (diffusion sur Arte) ; 22 décembre 1993 (sortie nationale en salles[2])
  - France : 7 octobre 1993 (diffusion sur Arte[2]) ; 8 novembre 1995 (sortie nationale en salles)

## Distribution
- Leni Riefenstahl